# Temelucha mortua
Temelucha mortua är en stekelart som beskrevs av Dasch 1979. Temelucha mortua ingår i släktet Temelucha och familjen brokparasitsteklar. Inga underarter finns listade i Catalogue of Life.